# Acmaeops discoideus
Acmaeops discoideus (лат.) — североамериканский вид жуков-усачей из подсемейства ламиин. Кормовыми растениями личинок являются сосна виргинская (Pinus virginiana), сосна скрученная (Pinus contorta), сосна смолистая (Pinus resinosa), сосна веймутова (Pinus strobus).

## Ареал
Этот вид обитает на территории Канады и США от Новой Шотландии и Верхнего полуострова Мичигана до юга Оклахомы и Флориды. Кроме Новой Шотландии, в Канаде этот вид был обнаружен в Нью-Брансуик и в южной части Квебека. 

## Синонимы
В синонимику вида входят следующие биномены:
- Pachyta discoidea Haldeman, 1847basionym
- Acmaeops discoidea (Haldeman) LeConte, 1850